# Oziotelphusa
Oziotelphusa is een geslacht van kreeftachtigen uit de klasse van de Malacostraca (hogere kreeftachtigen).

## Soorten
- Oziotelphusa aurantia (Herbst, 1799)
- Oziotelphusa biloba Bahir, Ng & Yeo, 2005
- Oziotelphusa bouvieri (Rathbun, 1904)
- Oziotelphusa ceylonensis (Fernando, 1960)
- Oziotelphusa dakuna Bahir & Yeo, 2005
- Oziotelphusa gallicola Bahir & Yeo, 2005
- Oziotelphusa ganjamensis Pati & Sharma, 2012
- Oziotelphusa hippocastanum (Müller, 1887)
- Oziotelphusa intuta Bahir & Yeo, 2005
- Oziotelphusa kerala Bahir & Yeo, 2005
- Oziotelphusa kodagoda Bahir & Yeo, 2005
- Oziotelphusa minneriyaensis Bott, 1970
- Oziotelphusa populosa Bahir & Yeo, 2005
- Oziotelphusa ritigala Bahir & Yeo, 2005
- Oziotelphusa stricta Ng & Tay, 2001
- Oziotelphusa wagrakarowensis (Rathbun, 1904)